# Prielle Emília
Lángné Prielle Emília (Máramarossziget, 1829 – Budapest, Erzsébetváros, 1902. április 1.) színésznő.

## Életútja
Prielle József és Székely Eleonóra leánya, Prielle Kornélia testvére. 1845-ben Debrecenben kezdte pályáját Feleky Miklósnál. 1848-ban feleségül ment Láng Boldizsár színészhez. Egy ízben fellépett a Nemzeti Színházban, de nem szerződött, mivel családi körülményei meggátolták ebben. Az 1860-as években már egyre inkább dámaszerepekben tűnt fel. Férje társulatánál 1868-ig működött. 1871-ben öccse, Prielle Péter társulatához ment Szatmárra. Családjuk 12 gyermekből állott, ezek közül hárman lettek színészek. (Irén leányuk szendeszínésznő volt, aki 1875. július 11-én Magyaróvárott házasságra lépett Vértesy Mihály színésszel, Szuper Károly társulatánál.) Halálát sajtos tüdőlob okozta.

## Fontosabb szerepei
- Júlia (Shakespeare: Rómeó és Júlia)
- Jane Eyre (Brontë–Birch-Pfeiffer: A lowoodi árva)
- Lenke (Szigligeti E.: Két pisztoly)